# Cellaria diffusa
Cellaria diffusa is een mosdiertjessoort uit de familie van de Cellariidae. De wetenschappelijke naam van de soort is voor het eerst geldig gepubliceerd in 1905 door Robertson.